# Волиньский, Станислав
Станислав Волиньский (пол. Stanisław Woliński; 7 июля 1892 — 6 апреля 1968) — польский актёр театра и кино, также певец.

## Биография
Станислав Волиньский родился в Сосновце. Актёрское образование получил в драматической школе М. Пшибыловича в Кракове. Дебютировал в театре в 1910, в кино в 1924 году. Актёр театров в Варшаве и Лодзи. Умер в Варшаве.

## Избранная фильмография
- 1936 — Верная река / Wierna rzeka
- 1936 — Ада! Это же неудобно!  / Ada! To nie wypada
- 1937 — Этажом выше / Piętro wyżej
- 1937 — Знахарь / Znachor
- 1937 — Три повесы / Trójka hultajska
- 1939 — Ложь Кристины / Kłamstwo Krystyny
- 1939 — Бродяги / Włóczęgi
- 1939 — Спортсмен поневоле / Sportowiec mimo woli
- 1949 — Чёртово ущелье / Czarci żleb
- 1953 — Дело, которое надо уладить / Sprawa do załatwienia
- 1953 — Приключение на Мариенштате / Przygoda na Mariensztacie
- 1953 — Пятеро с улицы Барской / Piątka z ulicy Barskiej
- 1954 — Недалеко от Варшавы / Niedaleko Warszawy
- 1954 — Валтасаров пир / Uczta Baltazara
- 1955 — Ирена, домой! / Irena do domu!
- 1955 — Волшебный велосипед / Zaczarowany rower
- 1956 — Эскизы углём  / Szkice węglem
- 1957 — Шляпа пана Анатоля / Kapelusz pana Anatola
- 1958 — Пан Анатоль ищет миллион / Pan Anatol szuka miliona
- 1959 — Кафе «Минога» / Cafe pod Minogą